# Pontia stoetzneri
Pontia stoetzneri is een vlindersoort uit de familie van de Pieridae (witjes), onderfamilie Pierinae.
Pontia stoetzneri werd in 1924 beschreven door Draeseke.